# Trappistinnenabtei Clairefontaine-Cordemois

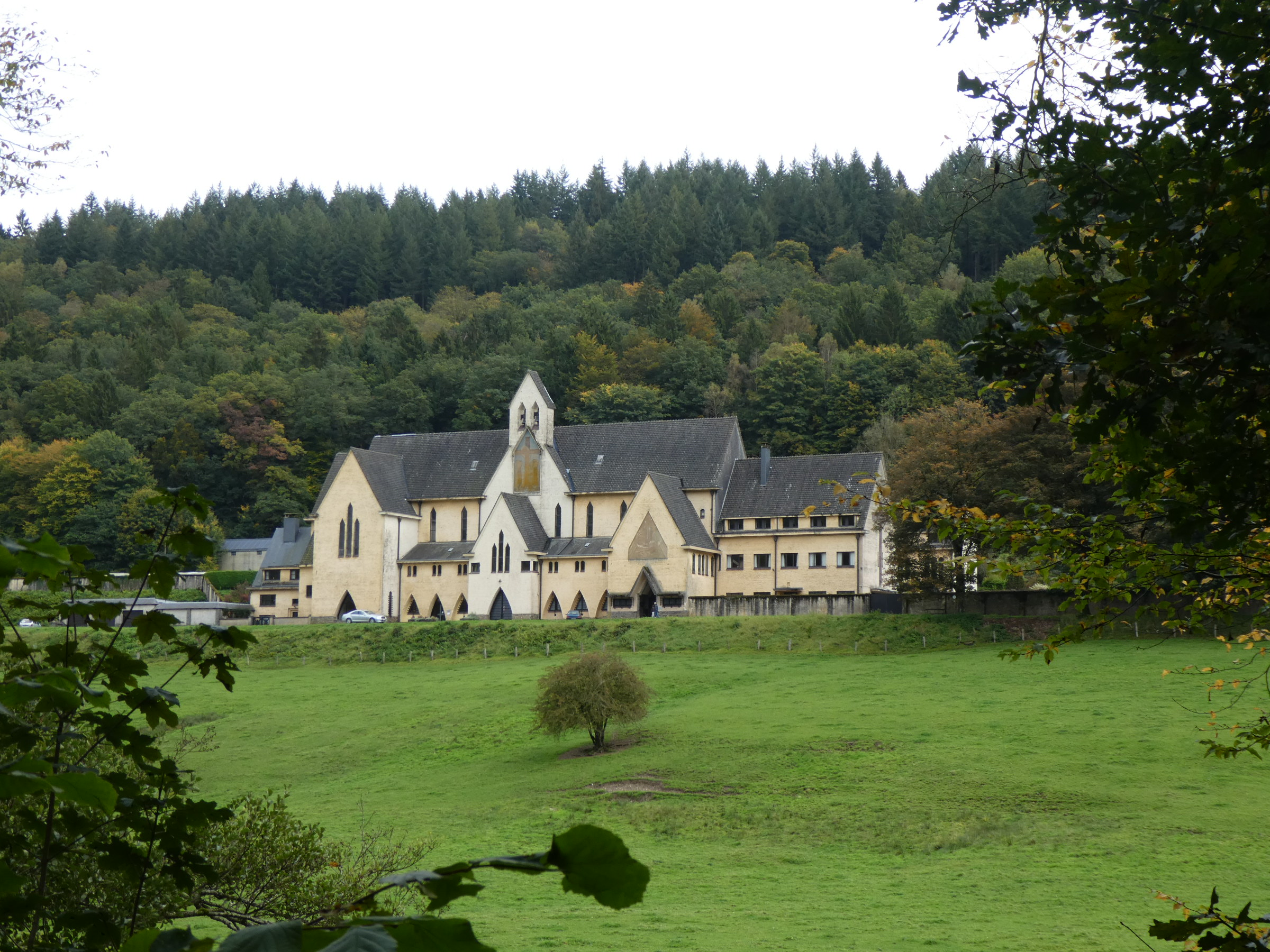
Trappistinnenabtei Notre-Dame de Clairefontaine (2017)

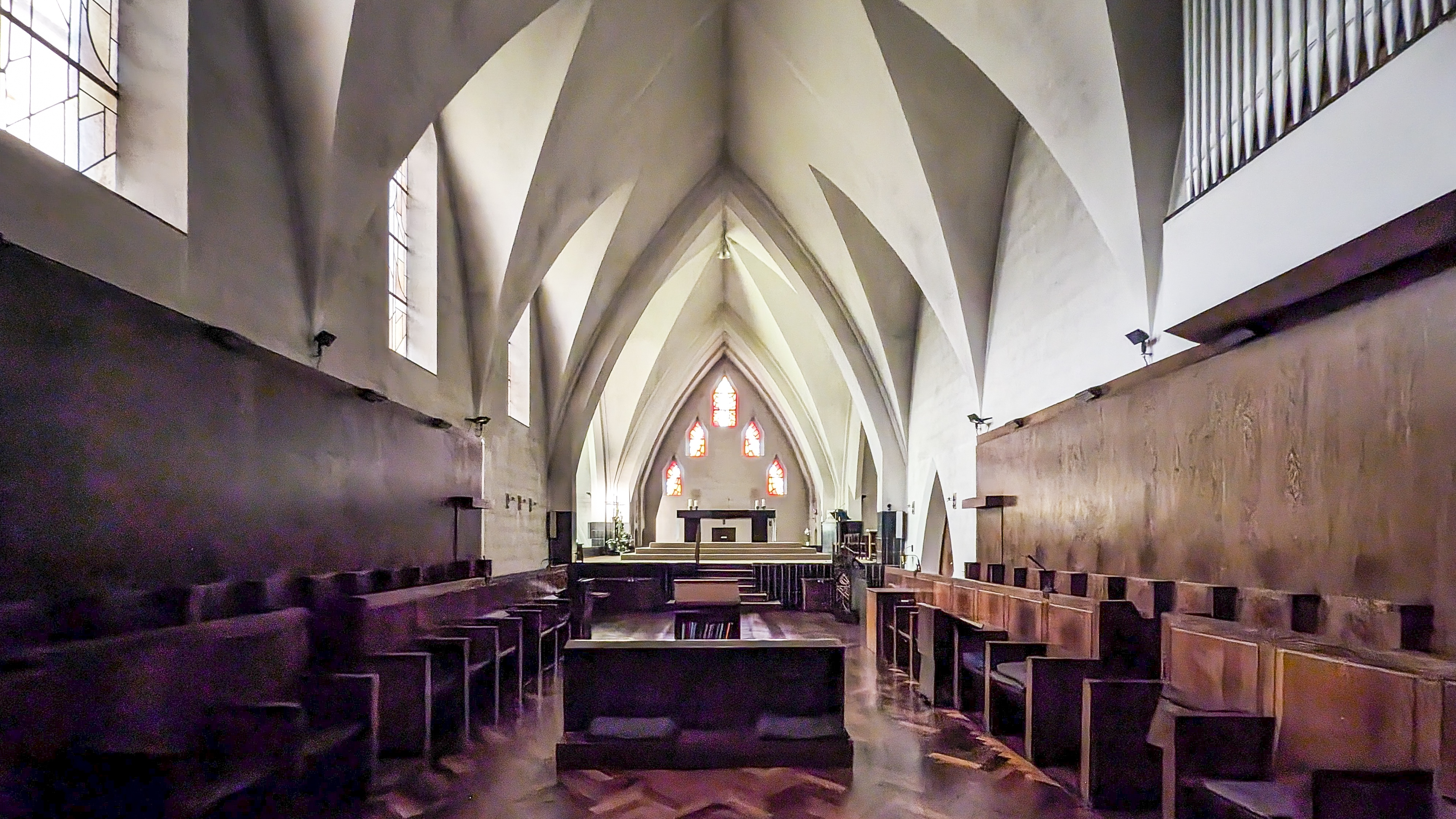
Inneres der Abteikirche (2024)

Die Trappistinnenabtei Clairefontaine-Cordemois (lat. Abbatia Beatae Mariae de Claro Fonte; franz. Abbaye de Notre-Dame de Clairefontaine) ist seit 1935 ein belgisches Kloster der Trappistinnen in Bouillon (Belgien), Provinz Luxemburg, Bistum Namur.
(Es ist nicht zu verwechseln mit den gleichnamigen ehemaligen Zisterzienserabteien Clairefontaine in Arlon (Belgien) und Clairefontaine in Polaincourt-et-Clairefontaine im Département Haute-Saône, Region Franche-Comté, in Frankreich).

## Geschichte
Die Trappistinnen von La Cour-Pétral verließen 1935 ihren französischen Standort und bauten mit Hilfe des Architekten Henri Vaes (1876–1945) ein neugotisches Kloster im Tal des Semois bei Bouillon (Ortsteil Cordemois, auch: Cordemoy) in Südbelgien (nahe der französischen Grenze), das sie Notre-Dame de Clairefontaine nannten, in Wiederaufnahme der Tradition der ehemaligen Zisterzienserabtei Clairefontaine, deren Ruinen sich 80 Kilometer südöstlich bei Arlon befinden. Dabei nutzten sie Gebäude, welche Mönche der Trappistenabtei Notre-Dame-des-Neiges errichtet hatten, als sie von 1901 bis 1922 den Ort als Zuflucht vor der klosterfeindlichen Politik der Dritten Republik wählten. 

### Äbtissinnen
- Henriette de Jésus Luce (1919–1947, erste Äbtissin ab 1935)
- Gertrude Magos (1947–1959)
- Lutgarde Boucher (1959–1983)
- Gérard Allard (1983–2008)
- Anne-Marie Dusart (2009–2014)
- Marcelle Bodson (2014–)